# Sint-Heleens pond
Het pond is de munteenheid van Sint-Helena, Ascension en Tristan da Cunha. Eén pond is honderd penny.
De volgende munten worden gebruikt: 1p (penny), 2p, 5p, 10p, 20p en 50p en £1 (pond) en £2. Het papiergeld is beschikbaar in £5, £10 en £20.
De munteenheid is 1:1 gekoppeld met het Britse pond sterling.